# Jugoslavijo
Jugoslavijo je bila popularna domoljubna pesem v Jugoslaviji v 80. letih 20. stoletja, v letih po Titovi smrti.
Glasba je delo skladatelja Danila Živkovića in besedilo srbskega pravnika in komponista  Milutina Popovića Zaharja.

## Besedilo
| Srbohrvaško | Slovensko |
| --- | --- |
| Od Vardara pa do Triglava od Đerdapa pa do Jadrana Kao niska sjajnog đerdana Svetlim suncem obasjana ponosito sred Balkana Jugoslavijo, Jugoslavijo. Širom sveta put me vodio, za sudbom sam svojom hodio, u srcu sam tebe nosio. Uvek si mi draga bila domovino moja mila. Jugoslavijo, Jugoslavijo. Volim tvoje reke i gore, tvoje šume, polja i more, volim tvoje ljude ponosne, i ratara i pastira u frulicu kad zasvira, Jugoslavijo, Jugoslavijo. Krv se mnoga za te prolila, borba te je naša rodila, radnička te ruka stvorila. Živi srećna u slobodi, ljubav naša neki te vodi, Jugoslavijo, Jugoslavijo. | Od Vardarja pa do Triglava, od Đerdapa pa do Jadrana. Kot briljantna si ogrlica, s svetlim soncem obsijana, ponosna sredi si Balkana. Jugoslavija, Jugoslavija. Širom sveta me je vodila pot, usodi svoji sledil sem povsod, v srcu svojem sem te imel s seboj, Vedno si bila mi mila, moja draga domovina. Jugoslavija, Jugoslavija. Ljubim tvoje reke in gore, tvoje gore, polja in morje, ljubim vse ljudi delovne in orača in pastirja, ko na piščalko svojo piska, Jugoslavija, Jugoslavija. Mnogo krvi se zate prelilo je, v borbi naši si rodila se, delavska te roka ustvar'la je. Živi srečno v svobodi, ljubezen naj te naša vodi, Jugoslavija, Jugoslavija. |